# Kaługa (ryba)
Kaługa (Huso dauricus) – gatunek wędrownej, anadromicznej ryby z rodziny jesiotrowatych (Acipenseridae), blisko spokrewniony z bieługą. Poławiany ze względu na mięso i ikrę, wykorzystywaną do produkcji czarnego kawioru.

## Występowanie
Dorzecze Amuru, w morzu żyje tylko w strefie przyujściowej Amuru. Niektóre nie opuszczają rzeki.

## Opis
Osiąga przeciętnie 50–100 kg, rzadko do 400 kg masy ciała. Dawniej notowano okazy o długości 5,6 m długości i ponad 1000 kg masy. Dojrzewa w wieku 17–20 lat. Tarło odbywa w rzekach od maja do czerwca na dnie piaszczystym lub żwirowatym.  Młode okazy żywią się głównie dennymi bezkręgowcami, starsze polują na ryby.